# (6089) Izumi
(6089) Izumi est un astéroïde de la ceinture principale.

## Description
(6089) Izumi est un astéroïde de la ceinture principale. Il fut découvert le 5 janvier 1989 à Ayashi par Masahiro Koishikawa. Il présente une orbite caractérisée par un demi-grand axe de 2,18 UA, une excentricité de 0,13 et une inclinaison de 4,8° par rapport à l'écliptique.

## Compléments